# 高石碑镇
高石碑镇，是中华人民共和国湖北省潜江市下辖的一个乡镇级行政单位。

## 行政区划
高石碑镇下辖以下地区：
窑堤村、兴隆村、沿堤村、窑岭村、老堤村、笃实村、长市村、大岭村、伍湖村、伍场村、曾岭村、钟市村、陈岭村、合心村、小岭村、渔淌村、魏棚村、严河村、何湾村、义新村、蚌湖村、来麟村、灰台村、三建村、汉江村、天河村、镇直社区和林木良种场生活区。